# Station Zwolle Stadshagen
Station Zwolle Stadshagen is een spoorwegstation aan de spoorlijn Zwolle - Kampen in de Zwolse Vinex-wijk Stadshagen.

## Geschiedenis
De plannen voor een halte in de wijk Stadshagen ontstonden voor het eerst in de jaren nul van de 21e eeuw. Door verwachte veranderingen in de reizigersstromen op het Kamperlijntje, onder andere door de opening van de Hanzelijn, werden nieuwe exploitatieplannen doordacht. In 2009 werd besloten tot inzet van sneltrams en gedeeltelijke verdubbeling van de lijn, waarbij ook nieuwe haltes ontwikkeld zouden worden, waaronder Zwolle Stadshagen. Na meerdere mislukte aanbestedingen zijn de Sneltram-plannen komen te vervallen.
Na een heroverweging van de plannen werd in 2014 een nieuw plan ontwikkeld, waarbij de lijn geëlektrificeerd zou worden en de baanvaksnelheid tussen Zwolle en Kampen verhoogd zou worden van 100 km/h naar 140 km/h. Hierdoor was er in de dienstregeling ruimte voor een extra halte: Zwolle Stadshagen. 

### Bouw en opening
De bouw van het station vond plaats in 2017. In de zomer, van 5 juni tot 28 augustus werd de volledige spoorlijn vernieuwd. Met ingang van 10 december 2017 is de lijn in een nieuwe concessie opgegaan, geëxploiteerd door Keolis onder de naam Blauwnet. De halte werd op tijd opgeleverd.
Begin december 2017, slechts enkele dagen voor de geplande opening van het station, bleek echter dat de onderbouw van het spoor niet sterk genoeg was voor de hogere snelheid. Daardoor was er geen tijd voor een extra stop. Na een spoedoverleg op 6 december, werd op 7 december een persverklaring verspreid, waarin de opening van station Zwolle Stadshagen tot nader order uitgesteld werd. Dit is nodig om de dienstregeling in te passen op de verslechterde situatie, met behoud van de aansluitingen op het station van Zwolle. Op 21 december 2018 publiceerde ProRail een persbericht met aangekondigde infrastructurele maatregelen, waardoor de opening van het station werd mogelijk gemaakt, ondanks de structurele snelheidsbeperking van 100 km/h.
Om te kijken of het station in de dienstregeling 2020 kan worden opgenomen, is het station als proef van zondag 2 juni 2019 tot en met zaterdag 15 juni 2019 opgenomen in de dienstregeling van dienstregeling 2019. Dat bleek inderdaad zo te zijn, waarmee de openingsdatum van het station vaststond op 15 december 2019, bij het ingaan van de dienstregeling 2020. Sinds die datum is ook de bushalte die bij het station ligt in gebruik genomen.

## Locatie
Het station ligt circa 3,5 km ten westen van het bestaande station Zwolle, aan de zuidrand van de Zwolse nieuwbouwwijk Stadshagen. Het station ligt deels op een viaduct, over een doorgaande weg. Het station heeft meerdere fietsenstallingen en een bushalte.

## Afbeeldingen

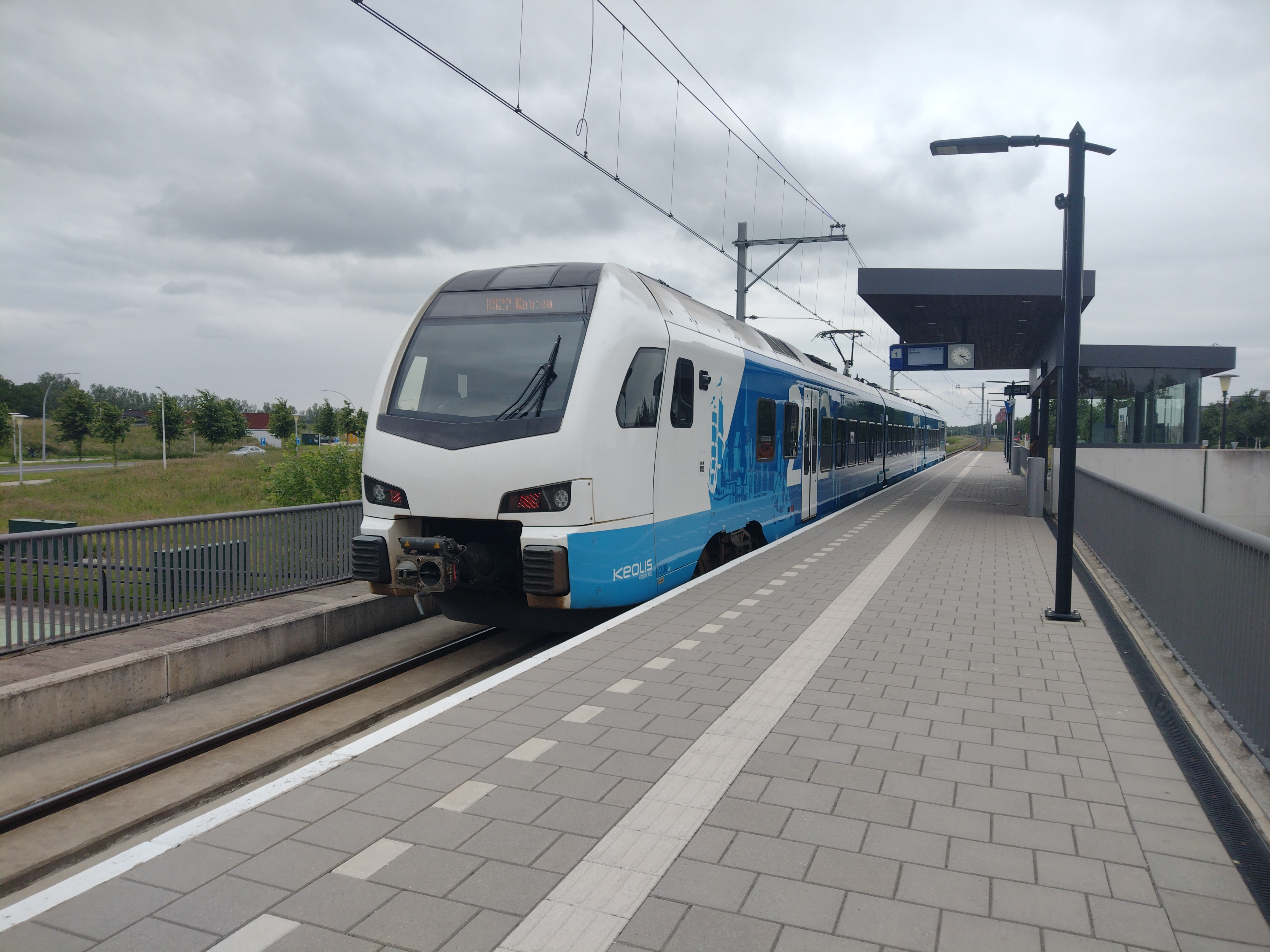
Keolis FLIRT op het station
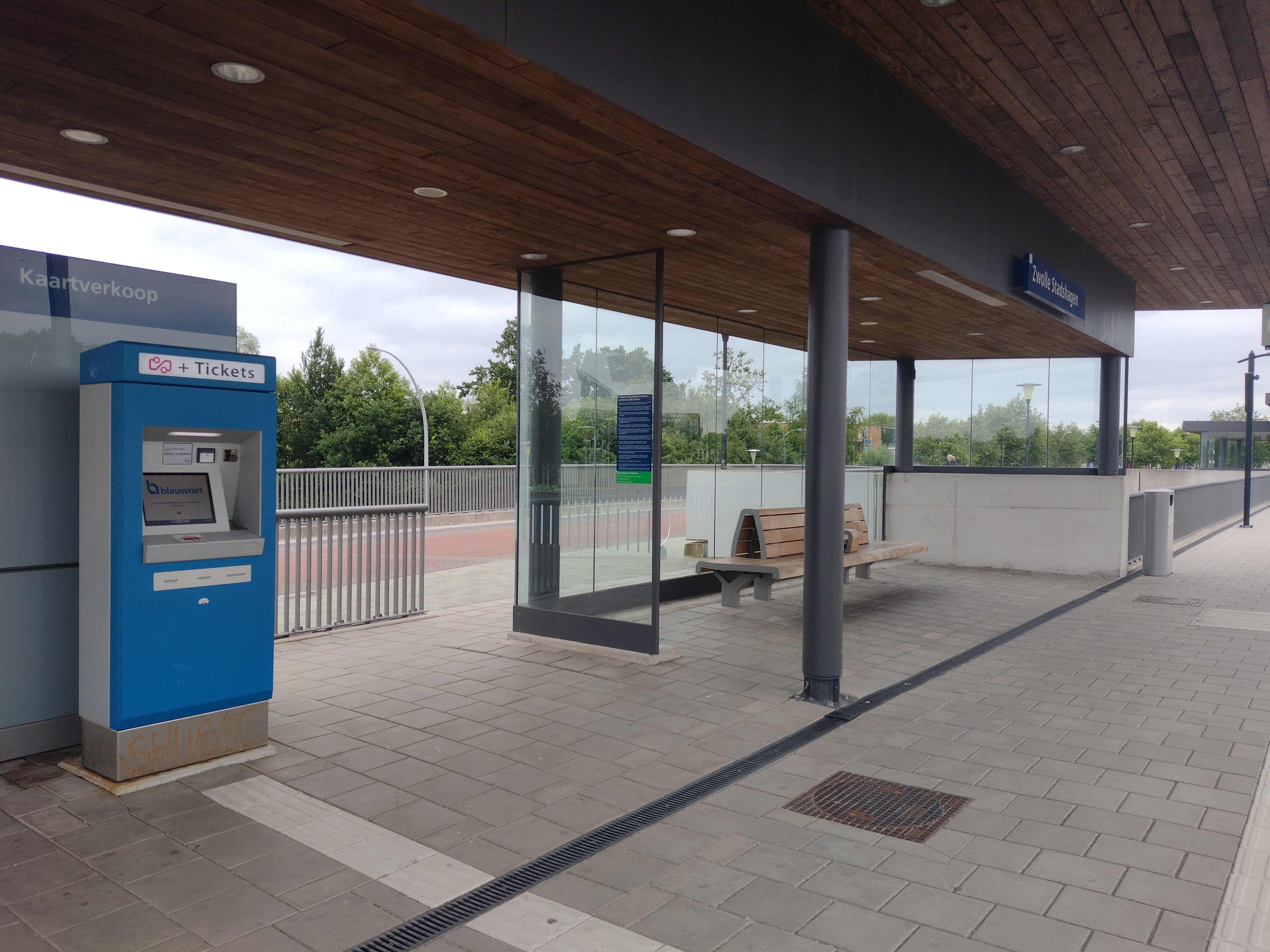
Overkapping bij het perron
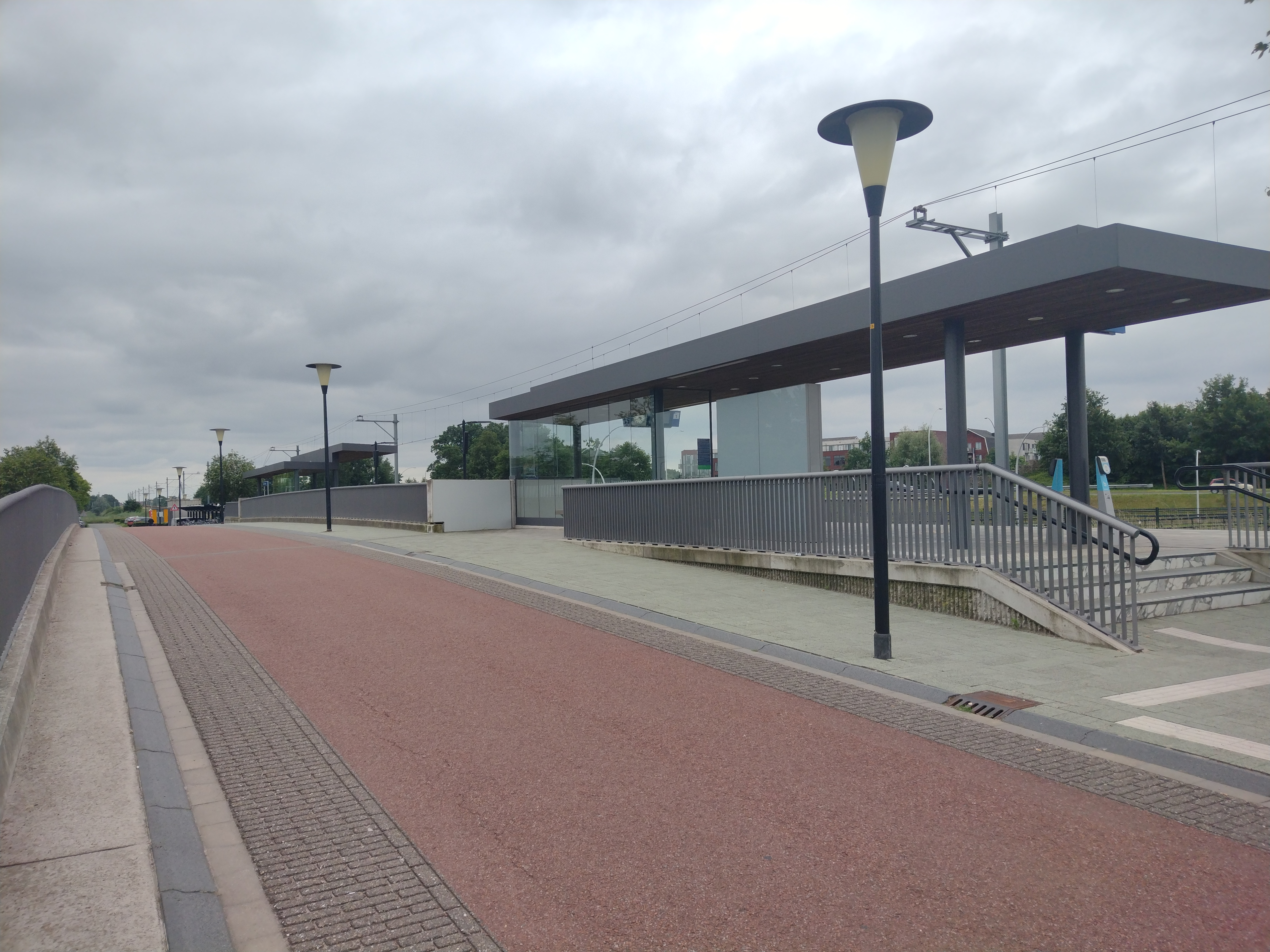
Het viaduct

## Dienstregeling
Het station wordt in de dienstregeling 2025 bediend door de volgende treinserie:
| Serie      | Treinsoort        | Route                               | Bijzonderheden         |
| ---------- | ----------------- | ----------------------------------- | ---------------------- |
| 8500 RS 22 | Sprinter (Keolis) | Zwolle – Zwolle Stadshagen – Kampen | Onderdeel van Blauwnet |

Zwolle (NCS) ·
Veerallee ·
Zwolle Veerallee · 
Zwolle Voorsterpoort ·
Zwolle Stadshagen ·
Zwolle Werkeren ·
Mastenbroek ·
Kampen Oost ·
Kampen
Almelo · 
-De Riet · 
Borne · 
Daarlerveen · 
Dalfsen · 
Delden · 
Deventer · 
-Colmschate · 
Enschede · 
-De Eschmarke · 
-Kennispark · 
Glanerbrug · 
Goor · 
Gramsbergen · 
Hardenberg · 
Heino · 
Hengelo · 
-Gezondheidspark ·
-Oost · 
Holten · 
Kampen · 
-Zuid ·
Mariënberg · 
Nijverdal · 
Oldenzaal ·
Olst · 
Ommen · 
Raalte ·
Rijssen · 
Steenwijk · 
Vriezenveen · 
Vroomshoop · 
Wierden · 
Wijhe · 
Zwolle · 
-Stadshagen
Stations van de Museum Buurtspoorweg:
Haaksbergen · Zoutindustrie · Boekelo

Voormalige stations: zie de lijst van voormalige spoorwegstations in Overijssel